# Ruisseau de la Rencontre
Le ruisseau de la Rencontre est un tributaire du lac du Mâle situé dans la partie ouest du réservoir Gouin, coulant entièrement en zone forestière dans la ville de La Tuque, dans la région administrative de la Mauricie, au Québec, au Canada.
Le ruisseau de la Rencontre coule successivement dans les cantons de Perrier, de Lagacé, de Lacasse et de Toussaint. La foresterie constitue la principale activité économique de cette vallée ; les activités récréotouristiques, en second.
La route R2046 dessert la partie inférieure du versant Est de la vallée du ruisseau de la Rencontre et du lac Larouche ; cette route se rattache à son tour vers l'est à la route forestière 202 qui s’étire vers le sud pour desservir la presqu’île où est situé le village d’Obedjiwan.
La surface du ruisseau de la Rencontre est habituellement gelée de la mi-novembre à la fin avril, toutefois la circulation sécuritaire sur la glace se fait généralement du début décembre à la fin de mars.

## Géographie
Les bassins versants voisins du ruisseau de la Rencontre sont :
- côté nord : lac Marceau, lac Lagacé, rivière Pascagama ;
- côté est : lac Larouche, lac du Mâle, lac Toussaint, réservoir Gouin, lac Marmette ;
- côté sud : lac du Mâle, lac Bureau, baie Mattawa, baie Saraana ;
- côté ouest : ruisseau Plamondon, Rivière Piponisiw, rivière Berthelot, rivière Pascagama, rivière Mégiscane.

Le ruisseau de la Rencontre prend naissance à l’embouchure d’un lac non identifié (longueur : 0,4 km ; altitude : 495 m) entouré de montagnes. L’embouchure de ce lac de tête est située dans la partie est du canton de Perrier, à quelques dizaines de mètres de la limite Est du canton de Lagacé. Cette embouchure est à :
- 4,5 km au sud du mont Amiskotci (altitude : 480 m) ;
- 6,9 km au sud-est du cours de la rivière Pascagama ;
- 20,4 km au nord-ouest de l’embouchure du ruisseau de la Rencontre (confluence avec le lac du Mâle) ;
- 25,6 km au nord-ouest du centre du village de Obedjiwan (situé sur une presqu’île de la rive nord du réservoir Gouin) ;
- 93,2 km au nord-ouest du barrage Gouin érigé à l’embouchure du réservoir Gouin (confluence avec la rivière Saint-Maurice).

À partir de l’embouchure du lac de tête, le cours du ruisseau de la Rencontre coule entièrement en zone forestière sur 49,2 km selon les segments suivants :
Partie supérieure du cours du ruisseau de la Rencontre (segment de 28,3 km)
- 7,1 km vers le sud-ouest, dans le canton de Lagacé notamment en traversant un lac non identifié (longueur : 2,9 km ; altitude : 445 m) formé par un élargissement de la rivière, jusqu’à son embouchure ;
- 5,3 km vers le sud-ouest, notamment en traversant un lac non identifié (longueur : 1,5 km ; altitude : 440 m), jusqu’à son embouchure ;
- 6,2 km, d’abord vers le sud-ouest, puis sur 3,9 km vers l'est en traversant d’abord un premier lac non identifié (longueur : 1,0 km ;

altitude : 439 m), puis le lac Kanicotcekohotek (longueur : 1,2 km ; altitude : 439 m), jusqu’à l’embouchure de ce dernier ;
- 3,9 km vers l'est en formant une courbe vers le sud jusqu’à la rive ouest du lac de la Rencontre ;
- 5,8 km vers le sud-est en traversant le lac de la Rencontre (longueur : 11,1 km ; altitude : 421 m) lequel chevauche les cantons de Lagacé et de Lacasse ;

Partie inférieure du cours du ruisseau de la Rencontre (segment de 20,9 km)
- 1,1 km vers l’est, jusqu’à la limite Ouest du canton de Toussaint ;
- 4,8 km vers l'est dans le canton de Toussaint, notamment en traversant sur 3,6 km le lac Mikohocoranan (altitude : 410 m) jusqu’à son embouchure ;
- 1,2 km vers le nord-est en traversant la limite des cantons de Toussaint et de Perrier, jusqu’à la décharge (venant du nord) du lac Larouche ;
- 7,8 km vers le sud-est en revenant dans le canton de Toussaint, puis le sud, en traversant un lac non identifié (longueur : 3,5 km ; altitude : 402 m) jusqu’à son embouchure ;
- 2,5 km vers le sud-ouest, en traversant un lac non identifié (longueur : 3,0 km ; altitude : 402 m) jusqu’à son embouchure ;
- 2,2 km vers le sud, en traversant le lac Natow (longueur : 4,0 km ; altitude : 402 m) jusqu’à son embouchure ;
- 1,3 km vers le sud, jusqu’à l'embouchure de la rivière.

L’embouchure du ruisseau de la Rencontre est localisée à :
- 8,9 km à l'ouest du centre du village de Obedjiwan lequel est situé sur une presqu’île de la rive nord du réservoir Gouin ;
- 78 km à l'ouest du barrage Gouin ;
- 124 km au nord-ouest du centre du village de Wemotaci (rive nord de la rivière Saint-Maurice) ;
- 214 km au nord-ouest du centre-ville de La Tuque.

L’embouchure du ruisseau de la Rencontre est située sur la rive nord du lac du Mâle. De là, le courant coule sur 91,5 km jusqu’au barrage Gouin, selon les segments suivants :
- 9,6 km vers l'est en traversant la partie nord du lac du Mâle, la baie Aiapew et la baie Kanatakompeak, jusqu’au sud du village d’Obedjiwan ;
- 81,9 km vers l’est, en traversant le lac Marmette, puis vers le sud-est en traversant notamment le lac Brochu puis vers l'est en traversant la baie Kikendatch, jusqu’au barrage Gouin.

À partir de ce barrage, le courant emprunte la rivière Saint-Maurice jusqu’à Trois-Rivières.

## Toponymie
Le toponyme ruisseau de la Rencontre a été officialisé le 5 décembre 1968 à la Commission de toponymie du Québec, soit à sa création.